# Paolo Campanelli
Paolo Campanelli (Mondolfo, 27 de abril de 1931) es un expiloto de motociclismo italiano, que compitió puntualmente en el Campeonato del Mundo de Motociclismo entre 1953 hasta 1974.

## Biografía
Hijo de Bruno y Laura Tesei y tercero de siete hermanos, Paolo Campanelli se inició como constructor y mecánico. Heredó su pasión por las motos de parte de su padre, que ya en Segunda Guerra Mundial, militaba en la Milicia Voluntaria para la Seguridad Nacional y regentaba una de las primeras tiendas de bicicletas y motos en la ciudad de Pesaro. Participó en sus últimas carreras en 1951 y 1952 y luego decidió pasar su moto Gilera Saturno a su hijo Paolo que inmediatamente ganó el título de campeón italiano en la segunda categoría de la cilindrada de 500.
El hijo inicia su carrera en 1946 y compitió con motos de todas las marcas y de todas las cilindradas, desde 50 a 500 cm³, compitiendo en diferentes circuitos incluso en varias categorías en el mismo evento de automovilismo. Casi siempre sus motos eran privadas y, sobre todo, puestas a punto por él mismo. En su larga carrera, corrió durante tres años en sidecar, con Roman Luigi Marcelli como compañero, más conocido como  Giggi er Lungo, así como también en motocross y trial. En 1952, con una Gilera Saturno 500, consigue la segunda categoría del Campeonato italiano de 1952 de 500cc.
Además de las carreras nacionales también participó en varios carreras internacionales en Mundial y obtuvo puntos en cinco ediciones del Granb Premio de las Naciones entre 1953 y 1970. En la década de los 60, por motivos laborales, se trasladó a Zúrich y se convirtió en miembro del Moto Club local bajo el seudónimo de "Paul Klingel". Esto le permitió permanecer inscrito tanto en la Federación Italiana de Motociclismo como en la Suiza. En treinta y dos años de su carrera, ganó veintisiete carreras.
Después del paréntesis suizo, volvió a Italia para comenzar su actividad de comercial de venta de motocicletas en su ciudad. Su última carrera fue organizada por el Moto Club “Tonino Benelli” en el circuito de Villa Fastiggi de Pesaro en 1978. En ese momento, concluía una extensísima actividad deportiva que duró 30 años
En sus últimos años, se dedicó a la restauración y reconstrucción de motocicletas antiguas, en particular Gilera Saturno y Norton Manx.

## Resultados en el Campeonato del Mundo
Sistema de puntuación desde 1950 hasta 1968:
| Posición | 1.º | 2.º | 3.º | 4.º | 5.º | 6.º |
| Puntos   | 8   | 6   | 4   | 3   | 2   | 1   |

Sistema de puntuación desde 1969 hasta 1987:
| Posición | 1.º | 2.º | 3.º | 4.º | 5.º | 6.º | 7.º | 8.º | 9.º | 10.º |
| Puntos   | 15  | 12  | 10  | 8   | 6   | 5   | 4   | 3   | 2   | 1    |

### Carreras por año
(Carreras en Negrita indica pole position, Carreras en cursiva indica vuelta rápida)
| Año  | Clase | Equipo     | 1     | 2     | 3       | 4       | 5     | 6       | 7       | 8       | 9       | 10      | 11      | 12    | Pts. | Pos. |
| ---- | ----- | ---------- | ----- | ----- | ------- | ------- | ----- | ------- | ------- | ------- | ------- | ------- | ------- | ----- | ---- | ---- |
| 1953 | 125cc | MV Agusta  | IOM - | NED - |         | GER -   |       | ULS -   |         | NAT 6   | ESP -   |         |         |       | 1    | 18.º |
| 1954 | 500cc | Gilera     | FRA - | IOM - |         | BEL -   | NED - | GER -   | SUI -   | NAT Ret | ESP -   |         |         |       | 0    | -    |
| 1955 | 125cc | FB Mondial | ESP - | FRA - | IOM -   | GER -   |       | NED -   |         | NAT 6   |         |         |         |       | 1    | 17.º |
| 1955 | 500cc | Gilera     | ESP - | FRA - | IOM -   | GER -   | BEL - | NED -   | ULS -   | NAT Ret |         |         |         |       | 0    | -    |
| 1956 | 500cc | Gilera     | IOM - | NED - | BEL -   | GER -   | ULS - | NAT Ret |         |         |         |         |         |       | 0    | -    |
| 1957 | 125cc | MV Agusta  | GER - | IOM - | NED -   | BEL -   | ULS - | NAT 11  |         |         |         |         |         |       | 0    | -    |
| 1957 | 500cc | Gilera     | GER - | IOM - | NED -   | BEL -   | ULS - | NAT Ret |         |         |         |         |         |       | 0    | -    |
| 1958 | 500cc | Norton     | IOM - | NED - | BEL -   | GER -   | SWE - | ULS -   | NAT Ret |         |         |         |         |       | 0    | -    |
| 1959 | 500cc | Norton     | FRA - | IOM - | GER -   | NED -   | BEL - |         | ULS -   | NAT -   |         |         |         |       | 0    | -    |
| 1960 | 500cc | Norton     | FRA - | IOM - | NED -   | BEL -   | GER - | ULS -   | NAT Ret |         |         |         |         |       | 0    | -    |
| 1961 | 125cc | -          | ESP - | GER - | FRA -   | IOM -   | NED - | BEL -   | RDA -   | ULS -   | NAT Ret | SWE -   | ARG -   |       | 0    | -    |
| 1962 | 250cc | Benelli    | ESP - | FRA - | IOM -   | NED -   | BEL - | ULS -   | RDA -   | NAT 6   |         | ARG -   |         |       | 1    | 31.º |
| 1964 | 500cc | Matchless  | USA - |       |         | IOM -   | NED - | BEL -   | GER -   | RDA -   | ULS -   | FIN -   | NAT Ret |       | 0    | -    |
| 1966 | 250cc | Aermacchi  | ESP - | GER 9 | FRA Ret | NED -   | BEL - | RDA -   | CZE -   | FIN -   | ULS -   | IOM 4   | NAT -   | JPN - | 0    | -    |
| 1966 | 350cc | Aermacchi  |       | GER - | FRA -   | NED -   |       | RDA -   | CZE 12  | FIN -   | ULS -   | IOM 9   | NAT -   | JPN - | 0    | -    |
| 1967 | 500cc | Matchless  |       | GER - |         | IOM -   | NED - | BEL -   | RDA -   | CZE -   | FIN -   | ULS -   | NAT Ret | CAN - | 0    | -    |
| 1968 | 500cc | Matchless  | GER - | ESP - | IOM -   | NED -   | BEL - | RDA -   | CZE -   | FIN -   | ULS     | NAT Ret |         |       | 0    | -    |
| 1969 | 500cc | Seeley     | ESP - | GER - | FRA -   | IOM 8   | NED - | BEL -   | RDA -   | CZE -   | FIN -   | ULS -   | NAT 8   | YUG - | 3    | 47.º |
| 1970 | 500cc | Kawasaki   | GER - | FRA - | YUG Ret | IOM -   | NED - | BEL -   | DDR -   | CZE -   | FIN -   | ULS -   | NAT 9   | ESP - | 2    | 43.º |
| 1971 | 500cc | Kawasaki   | AUT - | GER - | IOM -   | NED -   | BEL - | DDR -   | CZE -   | SWE -   | FIN -   | IRL -   | NAT Ret | ESP - | 0    | -    |
| 1974 | 500cc | Yamaha     | FRA - | GER - | AUT -   | NAT Ret | IOM - | NED -   | BEL -   | SWE -   | FIN -   | CZE -   |         |       | 0    | -    |